# 河路由希子
河路 由希子（かわじ ゆきこ、1996年12月7日 - ）は、日本のグラビアアイドル、タレント。女性アイドルグループ「sherbet」のメンバー及びその派生ユニット「Can-on!」の元メンバー。愛称はこんこん。
岐阜県出身。リップ所属。

## 経歴
2016年、デビュー。
「ミスヤングチャンピオン・オーディション」から派生した女性アイドルグループ「ヤンチャン学園音楽部」4期生メンバーとして、2019年6月1日まで活動していた。
2017年、舞台『イマジカル・マテリアル』に月組シンドウ役で出演。
2018年、第1回サンスポGoGoクイーン準グランプリを受賞。
2019年8月8日、清瀬汐希とともに女性アイドルグループ「sherbet」に加入。フレッシュグリーンを担当。
2021年2月20日、清瀬汐希とともにsherbetの派生ユニット「Can-on!」を結成、2022年5月28日の解散まで活動した。
2021年12月7日、自身の誕生日に、YouTubeチャンネル「かわじゆきこch」を開設。
2025年6月13日には豊洲PIT『TREND GIRLS FESTIVAL』内で行われたドレスメーカー「Tika」ファッションショーに出演。

## 出演

### テレビ
- 鎧美女 #55 黒田長政（2019年6月18日、フジテレビONE）
- 恋活（2022年12月27日 第1話、12月30日 第4話、12月31日 最終話、TOKYO MX） - 椎名紗希 役
- 3人のチロル（2023年12月31日、TOKYO MX） - 早乙女チロル（ツインテール） 役

### 映画
- アイチェルカーレ（2025年3月8日） - 木崎なる 役[6]

### 舞台
- アリスインプロジェクト「イマジカル・マテリアル[7]」月組（2017年3月15日 - 20日、新宿村LIVE） - シンドウ 役

### ラジオ
- ライバー時代が絶対来る!（2020年6月 - 、FM FUJI）